# Maggie Estep
Maggie Estep (Summit, Nueva Jersey; 20 de marzo de 1963-Nueva York, 12 de febrero de 2014) fue una escritora y poeta estadounidense. También lanzó dos álbumes: Love is a Dog From Hell y No More Mr. Nice Girl.
Nació en 1963 en Summit, Nueva Jersey. Emergió a principios de los años 1990, en pleno auge del grunge. Con su agresiva política y su estilo despotricativo fue altamente accesible. Su más cercano roce fue con la canción "Hey Baby", que fue acompañado de un vídeo que recibió una significativa difusión en MTV, y además fue destacado en Beavis and Butt-Head.
En 1997, contribuyó con su voz para dos canciones del álbum de Recoil, proyecto de Alan Wilder, miembro de Depeche Mode. Una de las canciones fue el sencillo "Control Freak".
Además escribió novelas de misterio como Gargantuan y Hex.
Falleció el 12 de febrero de 2014, a los 50 años de edad, por complicaciones después de sufrir un ataque al corazón unos días antes.

## Discografía
- No More Mr. Nice Girl (1994)
- Love is a Dog From Hell (1997)